# Mikhail Iujny
Mikhaíl Mikháilovitch Iújny, (em russo:  Михаи́л Миха́йлович Ю́жный, pronúncia russa: [mʲɪxɐˈil mʲɪˈxajləvʲɪtɕ ˈjʉʐnɨj] (escutarⓘ), Moscou, União Soviética, 25 de junho de 1982) é um tenista profissional russo. 
Iujny começou sua carreira profissional em 1999. Tenista com boa técnica, subiu rápido e dois anos depois já jogava torneios ATP e Grand Slam. 
Já ganhou de tenistas do top como Patrick Rafter logo no início de carreira, e no ano de 2002 foi campeão da Copa Davis, ajudando a Rússia a ganhar pela primeira vez o título, ao vencer na quinta partida o jogo contra o francês Paul-Henri Mathieu. 
Em 2004, torna-se o 20° do mundo, em 2006 faz um Aberto dos Estados Unidos muito bom ganhando até de Rafael Nadal, porém parando na semifinal contra o estado-unidense Andy Roddick. Em 2008 Mikhayl Iujny alcança sua melhor colocação no circuito ATP, o oitavo lugar, depois de chegar nas quartas-de-finais no Aberto da Austrália.
Encerrou o ano de 2011 como o número 35 do mundo.

## Desempenho em Torneios

### Simples

#### Finais Vencidas (8)
| Legenda                                                     |
| Grand Slam (0)                                              |
| Tennis Masters Cup ATP World Tour Finals (0)                |
| ATP Masters Series ATP Masters 1000 (0)                     |
| ATP International Series Gold ATP World Tour 500 Series (1) |
| ATP International Series ATP World Tour 250 Series (7)      |

| Títulos por superfície |
| Dura (7)               |
| Grama (0)              |
| Saibro (2)             |
| Carpete (1)            |

| Nr. | Data                    | Torneio                 | Superfície | Adversário na Final | Resultado               |
| 1.  | 15 de Julho de 2002     | Stuttgart, Alemanha     | Saibro     | Guillermo Cañas     | 6–3, 3–6, 3–6, 6–4, 6–4 |
| 2.  | 25 de Outubro de 2004   | São Petersburgo, Rússia | Carpete    | Karol Beck          | 6–2, 6–2                |
| 3.  | 19 de Fevereiro de 2007 | Roterdã, Países Baixos  | Dura       | Ivan Ljubičić       | 6–2, 6–4                |
| 4.  | 6 de Janeiro de 2008    | Chennai, Índia          | Dura       | Rafael Nadal        | 6–0, 6–1                |
| 5.  | 25 de Outubro de 2009   | Moscou, Rússia          | Dura       | Janko Tipsarević    | 6–7(5), 6–0, 6–4        |
| 6.  | 9 de Maio de 2010       | Munique, Alemanha       | Saibro     | Marin Čilić         | 6–3, 4–6, 6–4           |
| 7.  | 3 de Outubro de 2010    | Kuala Lumpur, Malásia   | Dura       | Andrey Golubev      | 6–7(2), 6–2, 7–6(3)     |
| 8.  | 5 de Fevereiro de 2012  | Zagreb, Croácia         | Dura       | Lukáš Lacko         | 6–2, 6–3                |

#### Finais Perdidas (10)
| Nr. | Data                    | Torneio                       | Superfície | Adversário na Final   | Resultado        |
| 1.  | 28 de Outubro de 2002   | São Petersburgo, Rússia       | Dura       | Sébastien Grosjean    | 7–5, 6–4         |
| 2.  | 20 de Setembro de 2004  | Pequim, China                 | Dura       | Marat Safin           | 7–6(4), 7–5      |
| 3.  | 3 de Março de 2007      | Dubai, Emirados Árabes Unidos | Dura       | Roger Federer         | 6–4, 6–3         |
| 4.  | 6 de Maio de 2007       | Munique, Alemanha             | Saibro     | Philipp Kohlschreiber | 2–6, 6–3, 6–4    |
| 5.  | 10 de Maio de 2007      | Munique, Alemanha             | Saibro     | Tomáš Berdych         | 6–4, 4–6, 7–6(5) |
| 6.  | 11 de Outubro de 2009   | Tóquio, Japão                 | Dura       | Jo-Wilfried Tsonga    | 6–3, 6–3         |
| 7.  | 8 de Novembro de 2009   | Valencia, Espanha             | Dura       | Andy Murray           | 6–3, 6–2         |
| 8.  | 14 de Fevereiro de 2010 | Roterdã, Países Baixos        | Dura       | Robin Söderling       | 6–4, 2–0, ret.   |
| 9.  | 28 de Fevereiro de 2010 | Dubai, Emirados Árabes Unidos | Dura       | Novak Đoković         | 7–5, 5–7, 6–3    |
| 10. | 31 de Outubro de 2010   | São Petersburgo, Rússia       | Dura       | Mikhail Kukushkin     | 6–3, 7–6(2)      |

### Duplas

#### Finais Vencidas (9)
| Legenda                                                     |
| Grand Slam (0)                                              |
| Tennis Masters Cup ATP World Tour Finals (0)                |
| ATP Masters Series ATP Masters 1000 (0)                     |
| ATP International Series Gold ATP World Tour 500 Series (2) |
| ATP International Series ATP World Tour 250 Series (7)      |

| Títulos por superfície |
| Dura (4)               |
| Grama (3)              |
| Saibro (1)             |
| Carpete (1)            |

| Nr. | Data                    | Torneio                       | Superfície | Parceiro              | Adversários na Final           | Resultado        |
| 1.  | 17 de Outubro de 2005   | Moscou, Rússia                | Carpete    | Max Mirnyi            | Igor Andreev Nikolay Davydenko | 6–1, 6–1         |
| 2.  | 7 de Janeiro de 2007    | Doha, Qatar                   | Dura       | Nenad Zimonjić        | Martin Damm Leander Paes       | 6–1, 7–6(3)      |
| 3.  | 6 de Maio de 2007       | Munique, Alemanha             | Saibro     | Philipp Kohlschreiber | Jan Hájek Jaroslav Levinský    | 6–1, 6–4         |
| 4.  | 15 de Junho de 2008     | Halle, Alemanha               | Grama      | Mischa Zverev         | Lukáš Dlouhý Leander Paes      | 3–6, 6–4, [10–3] |
| 5.  | 5 de Outubro de 2008    | Tóquio, Japão                 | Dura       | Mischa Zverev         | Lukáš Dlouhý Leander Paes      | 6–3, 6–4         |
| 6.  | 14 de Junho de 2009     | Londres, Reino Unido          | Grama      | Wesley Moodie         | Marcelo Melo André Sá          | 6–4, 4–6, [10–6] |
| 7.  | 13 de Junho de 2010     | Halle, Alemanha               | Grama      | Sergiy Stakhovsky     | Martin Damm Filip Polášek      | 4–6, 7–5, [10–7] |
| 8.  | 26 de Fevereiro de 2011 | Dubai, Emirados Árabes Unidos | Dura       | Sergiy Stakhovsky     | Jérémy Chardy Feliciano López  | 4–6, 6–3, [10–3] |
| 9.  | 5 de Fevereiro de 2012  | Zagreb, Croácia               | Dura       | Marcos Baghdatis      | Ivan Dodig Mate Pavić          | 6–2, 6–2         |

#### Finais Perdidas (3)
| Nr. | Data                    | Torneio                | Superfície | Parceiro              | Adversários na Final           | Resultado        |
| 1.  | 9 de Janeiro de 2005    | Doha, Qatar            | Dura       | Andrei Pavel          | Albert Costa Rafael Nadal      | 6–3, 4–6, 6–3    |
| 2.  | 18 de Setembro de 2005  | Pequim, China          | Dura       | Dmitry Tursunov       | Justin Gimelstob Nathan Healey | 4–6, 6–3, 6–2    |
| 3.  | 24 de Fevereiro de 2008 | Roterdã, Países Baixos | Dura       | Philipp Kohlschreiber | Dmitry Tursunov Tomáš Berdych  | 7–5, 3–6, [10–7] |